# Нортфілд (селище, Вермонт)
Нортфілд (англ. Northfield) — селище (англ. village) в США, в окрузі Вашингтон штату Вермонт. Населення — 3757 осіб (2020).

## Географія
Нортфілд розташований за координатами 44°9′5″ пн. ш. 72°39′19″ зх. д. / 44.15139° пн. ш. 72.65528° зх. д. (44.151464, -72.655183).  За даними Бюро перепису населення США в 2010 році селище мало площу 3,63 км², з яких 3,55 км² — суходіл та 0,09 км² — водойми.

## Демографія
Згідно з переписом 2010 року, у селищі мешкала 2101 особа в 818 домогосподарствах у складі 442 родин. Густота населення становила 578 осіб/км².  Було 887 помешкань (244/км²).
Расовий склад населення:
| - 94,8 % — білих - 1,3 % — чорних або афроамериканців - 0,5 % — корінних американців - 0,5 % — азіатів |

До двох чи більше рас належало 2,7 %. Частка іспаномовних становила 1,5 % від усіх жителів.
За віковим діапазоном населення розподілялося таким чином: 19,0 % — особи молодші 18 років, 66,9 % — особи у віці 18—64 років, 14,1 % — особи у віці 65 років та старші. Медіана віку мешканця становила 33,1 року. На 100 осіб жіночої статі у селищі припадало 100,1 чоловіків;  на 100 жінок у віці від 18 років та старших — 100,2 чоловіків також старших 18 років.
Середній дохід на одне домашнє господарство  становив 68 901 долар США (медіана — 56 563), а середній дохід на одну сім'ю — 78 041 долар (медіана — 68 333). Медіана доходів становила 51 111 долар для чоловіків та 37 121 долар для жінок. За межею бідності перебувало 15,2 % осіб, у тому числі 10,6 % дітей у віці до 18 років та 5,1 % осіб у віці 65 років та старших.
Цивільне працевлаштоване населення становило 1037 осіб. Основні галузі зайнятості: освіта, охорона здоров'я та соціальна допомога — 31,7 %, роздрібна торгівля — 15,3 %, будівництво — 7,2 %, публічна адміністрація — 6,9 %.